# 共和インターチェンジ (北海道)
共和インターチェンジ（きょうわインターチェンジ）は、北海道岩内郡共和町国富に建設予定の国道5号倶知安余市道路のインターチェンジである。
「共和インターチェンジ」という名称は仮称である。

## 歴史
- 2014年度（平成26年）度 : 共和 - 余市間（約28 km）が新規事業化[1]。
- 2016年（平成28年）度 : 倶知安 - 共和間（約16 km）が新規事業化[2]。

供用開始は未定である。

## 周辺
- 国富郵便局
- 国富トンネル（国道5号）
- 小沢駅（JR北海道・函館本線）

## 接続する道路
- 国道5号
- 国道276号

当インターチェンジは上記両道路の交差点付近に建設が予定されているものの、インターチェンジが接続する一般道はどの道路に
なるかは不詳。

## 隣
E5A 倶知安余市道路
倶知安IC（仮称）（事業中） - 共和IC（仮称）（事業中） - 共和北IC（仮称）（事業中） - 仁木南IC（仮称）（事業中）